# قاسم سلیمانی (بازیکن فوتبال)
قاسم سلیمانی (انگلیسی: Kacem Slimani؛ ۱ ژوئیه ۱۹۴۸ – ۱۹۹۷) بازیکن سابق فوتبال اهل مراکش است.
وی عضو تیم ملی فوتبال مراکش در جام جهانی فوتبال ۱۹۷۰ بوده است.